# Cephalopyrus
Genre
Cephalopyrus est un genre monotypique de passereaux de la famille des Paridae. Il comprend une seule espèce de mésanges.

## Répartition
Ce genre se trouve à l'état naturel dans le sud-est de l'Asie.

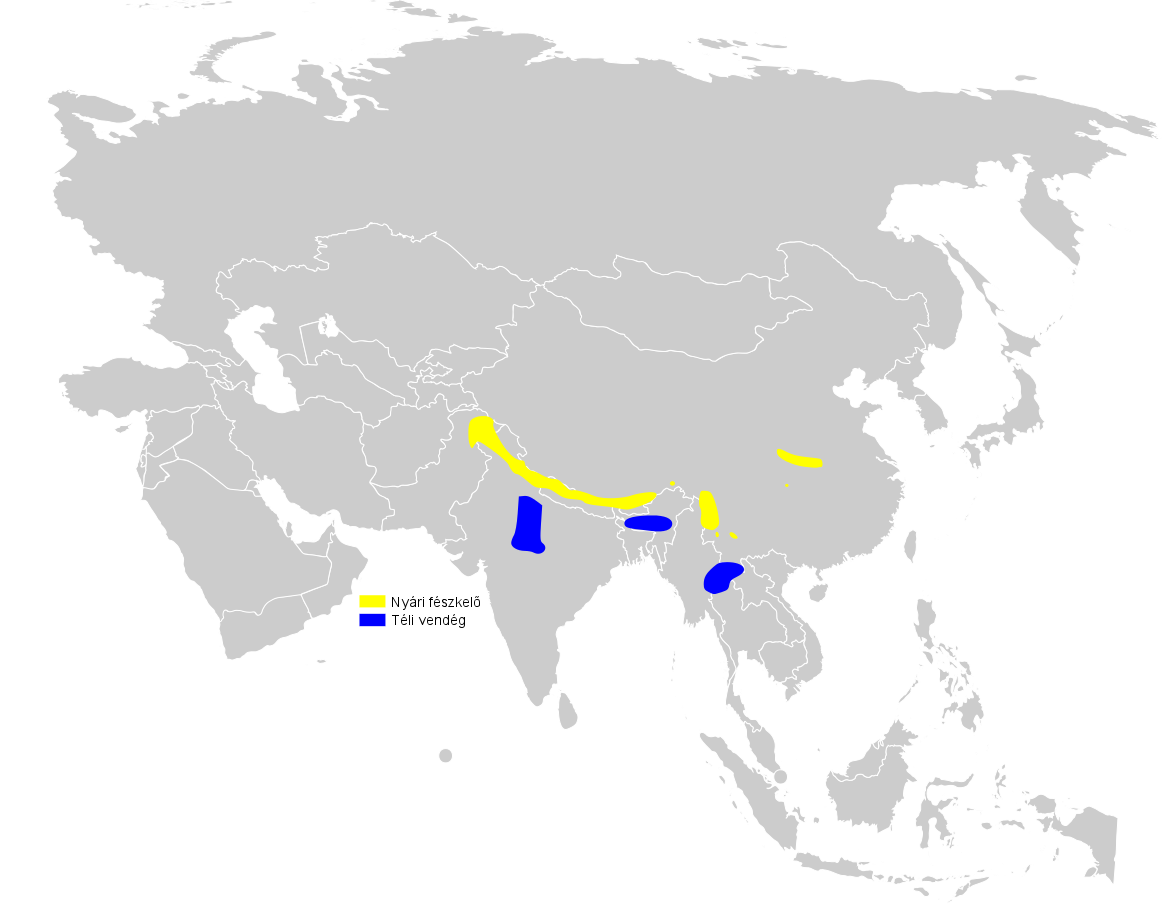
Réaprtition de Cephalopyrus

## Liste alphabétique des espèces
Selon la classification de référence du Congrès ornithologique international (version 8.2, 2018) :
- Cephalopyrus flammiceps (Burton, 1836) — Mésange à couronne flammée, Mésange tête-de-feu, Rémiz à front rouge, Rémiz tête-de-feu
  - Cephalopyrus flammiceps flammiceps (Burton, 1836)
  - Cephalopyrus flammiceps olivaceus Rothschild, 1923